# AGM-169 JCM
Die AGM-169 JCM (Joint Common Missile) – ursprünglich auch CMM (Common Modular Missile) – war eine Luft-Boden-Rakete des US-amerikanischen Rüstungskonzerns Lockheed Martin, die in Zusammenarbeit mit Raytheon entwickelt werden sollte.
Lockheed Martin gewann Anfang des Jahres 2004 den von den US-Streitkräften initiierten JCM-Wettbewerb. Ziel dieses Wettbewerbs war es, alle AGM-65 Maverick und AGM-114 Hellfire in den Beständen der US-Armee zu ersetzen. Durch den Gewinn bekam Lockheed Martin einen Vierjahresvertrag zur Entwicklung der AGM-169.
Die ersten Prototypen, die gebaut wurden, liefen unter der Bezeichnung YAGM-169A, sie waren Hellfire-Raketen mit einigen Veränderungen. Es wurden die Elektronik und Software überarbeitet und ein Suchkopf entwickelt, der mit Infrarotstrahlung, Laser und Radarstrahlen arbeitet. Durch diese Verbesserungen hätte die AGM-169 von jedem Hubschrauber und Flugzeug der US-Armee abgefeuert werden können, ohne dass Veränderungen hätten vorgenommen werden müssen. Die AGM-169 sollte einen Vielzweck-Sprengkopf erhalten, der sowohl eine Hohlladung enthielt als auch über eine Splitterwirkung verfügte.
Die JCM sollte ab 2010 in Dienst gehen. Es war geplant, zirka 54.000 AGM zu einem Preis von 5 Milliarden US-Dollar herzustellen, aber schon im Dezember 2004 wurde das Programm eingestellt. Im März 2005 wurde durch intensive Lobbyarbeit im Kongress durchgesetzt, dass das AGM-169-Programm wieder aufgenommen wurde. Im September desselben Jahres fanden die ersten Erprobungen an der AH-64D Longbow statt. Einige Monate später im Januar 2006 gab der Kongress bekannt, dass er 30 Millionen US-Dollar zur weiteren Entwicklung der JCM zur Verfügung stellen werde. Im Mai 2007 wurde das Programm durch die US-Armee beendet und man bat Lockheed Martin, die gesamte Entwicklungsarbeit zu beenden. Es wurde ein neues Programm, die AGM-179 JAGM (Joint Air to Ground Missile), gestartet. Dieses wurde in einigen Details gegenüber der JCM überarbeitet und die US Army, Navy und das Marine Corps planten den Kauf von 35.000 Stück, die im Jahr 2016 in Dienst gestellt werden sollen.